# Theofanis Gekas
Theofanis Gekas (Grieks: Θεοφάνης Γκέκας) (Larissa, 23 mei 1980) is een voormalig Grieks voetballer die bij voorkeur in de aanval speelde. In maart 2005 debuteerde hij als Grieks international, waarna hij meer dan zeventig interlands speelde.

## Clubcarrière
Gekas was in 2007 in dienst van VfL Bochum topscorer van de Bundesliga met twintig doelpunten. In 2012 verkaste Gekas naar het Turkse Samsunspor waar hij bij zijn debuut tegen Orduspor twee doelpunten maakte. Op 2 februari wist zijn ploeg met een verrassende 3–1 te winnen van grootmacht Fenerbahçe SK, waarbij hij alle drie de doelpunten maakte. In het seizoen 2013/14 was hij actief bij Konyaspor, waar hij dertien doelpunten maakte in 24 competitieduels.

## Interlandcarrière
Onder leiding van bondscoach Otto Rehhagel maakte Gekas zijn debuut voor Griekenland op 30 maart 2005 in de WK-kwalificatiewedstrijd tegen Albanië (2–0). Hij viel in dat duel in de 90ste minuut in voor Zisis Vryzas. Op het wereldkampioenschap voetbal 2010 stond Gekas in de basis van het team dat Griekenland zijn allereerste WK-overwinning bezorgde: een 2–1 zege op Nigeria. Hij maakte tevens deel uit van de ploeg die de tweede ronde bereikte bij het Europees kampioenschap voetbal 2012 in Polen en Oekraïne. In de kwartfinales werd de ploeg van bondscoach Fernando Santos uitgeschakeld door Duitsland (4–2). In mei 2014 nam bondscoach Fernando Santos hem op in de selectie voor het wereldkampioenschap voetbal 2014 in Brazilië. Hij speelde alle vier duels van zijn land op het toernooi, waaronder ook de verloren achtste finale tegen Costa Rica. In dat duel slaagde hij in de strafschoppenserie niet te scoren, waardoor de Grieken uitgeschakeld werden door de Costa Ricanen.

## Clubstatistieken
| Seizoen | Club                 | Competitie               | Duels | Goals |
| ------- | -------------------- | ------------------------ | ----- | ----- |
| 1998/99 | AE Larissa 1964      | Beta Ethniki             | 8     | 1     |
| 1999/00 | AE Larissa 1964      | Beta Ethniki             | 24    | 5     |
| 2000/01 | AE Larissa 1964      | Beta Ethniki             | 29    | 10    |
| 2001/02 | Kallithea FC         | Beta Ethniki             | 26    | 14    |
| 2002/03 | Kallithea FC         | Super League Griekenland | 29    | 8     |
| 2003/04 | Kallithea FC         | Super League Griekenland | 29    | 13    |
| 2004/05 | Kallithea FC         | Super League Griekenland | 16    | 9     |
| 2004/05 | Panathinaikos        | Super League Griekenland | 13    | 8     |
| 2005/06 | Panathinaikos        | Super League Griekenland | 28    | 15    |
| 2006/07 | → VfL Bochum         | Bundesliga               | 32    | 20    |
| 2007/08 | Bayer 04 Leverkusen  | Bundesliga               | 29    | 11    |
| 2008/09 | → Portsmouth         | Premier League           | 1     | 0     |
| 2008/09 | Bayer 04 Leverkusen  | Bundesliga               | 15    | 2     |
| 2009/10 | → Hertha BSC         | Bundesliga               | 17    | 6     |
| 2009/10 | Bayer 04 Leverkusen  | Bundesliga               | 6     | 0     |
| 2010/11 | Eintracht Frankfurt  | Bundesliga               | 34    | 16    |
| 2011/12 | Eintracht Frankfurt  | 2. Bundesliga            | 14    | 7     |
| 2011/12 | Samsunspor           | Süper Lig                | 5     | 6     |
| 2012/13 | Levante UD           | Primera Division         | 4     | 0     |
| 2012/13 | Akhisar Belediyespor | Süper Lig                | 15    | 12    |
| 2013/14 | Konyaspor            | Süper Lig                | 24    | 13    |
| 2014/15 | Akhisar Belediyespor | Süper Lig                | 24    | 12    |
| 2015/16 | FC Sion              | Super League             | 18    | 10    |
| 2016/17 | FC Sion              | Super League             | 12    | 3     |
| 2017/18 | Sivasspor            | Süper Lig                | 10    | 2     |
| Totaal  | Totaal               | Totaal                   | 462   | 203   |